# Trials Rising
Trials Rising (укр. Випробування на вершині) — відеогра у жанрі перегонів 2019 року, розроблена студіями RedLynx та Ubisoft Kyiv і відповідно видана компанією Ubisoft. Цей проєкт був випущений 26 лютого 2019 року для різних платформ, зокрема Microsoft Windows, Xbox One, PlayStation 4 та Nintendo Switch. Пізніше 19 листопада 2019 року він був доступний на Stadia, а 10 грудня 2020 року — на Amazon Luna.
Відеогра є частиною серії Trials є першою після релізу Trials Fusion у 2014 році й також першою грою з цієї серії, що була випущена на консолі Nintendo.

## Ігровий процес
У грі Trials Rising гравець має керувати мотоциклом, пройшовши рівні та долаючи безліч перешкод. Присутні різноманітні смуги перешкод, розташовані по всьому світу, включаючи такі видатні місця, як Ейфелева вежа та Еверест. Гравці можуть змагатися один з одним у локальному та мережевому режимах гри. У грі є можливість переглядати найкращі результати інших гравців, а також отримувати повідомлення про те, коли інший гравець побив ваш рекорд. Крім того, гравці можуть створювати свої власні смуги перешкод та ділитися ними з іншими гравцями. У грі також є можливість налаштувати зовнішній вигляд мотоцикла та гравця. Також з'явився новий локальний режим гри під назвою «Tandem Bike», в якому два гравці керують одним мотоциклом. Кожен з гравців відповідає за керування окремою частиною мотоцикла, так що вони повинні співпрацювати, щоб успішно пройти рівень.

## Розробка
Відеогра була анонсована компанією Ubisoft на пресконференції E3 2018. RedLynx та Ubisoft Kyiv виступили провідними розробниками гри. Щоб переконатися, що гравці зрозуміють схему керування грою та механіку ігрового процесу, RedLynx запросила кількох ютуберів та членів спільноти Trials протестувати та надати відгуки щодо навчального посібника гри (серед запрошених були Ґевін Фрі з Achievement Hunter та Джек Паттило, які озвучували крики для байкера). Закрите бета-тестування відбулося у вересні 2018 року, а за тиждень до релізу в лютому 2019 року — відкрите. Trials Rising вийшла для Microsoft Windows, Nintendo Switch, PlayStation 4 та Xbox One 26 лютого 2019 року, для Stadia 19 листопада 2019 року та для Amazon Luna 10 грудня 2020 року.

## Огляди
| Агрегатор  | Оцінка                                         |
| ---------- | ---------------------------------------------- |
| Metacritic | NS: 78/100 PC: 83/100 PS4: 79/100 XONE: 85/100 |

| Видання               | Оцінка       |
| --------------------- | ------------ |
| Destructoid           | PS4: 8/10    |
| Game Informer         | PS4: 7.25/10 |
| GameSpot              | PS4: 7/10    |
| GamesRadar+           | PS4:         |
| IGN                   | 7.9/10       |
| Jeuxvideo.com         | 17/20        |
| Nintendo Life         | [ 18 ]       |
| Nintendo World Report | NS: 8.5/10   |
| USgamer               | PS4:         |

Гра отримала загалом позитивні відгуки критиків згідно з агрегатором рецензій Metacritic.

## Нагороди
Відеогра була номінована як «Найкраща перегонова гра» на премії Game Critics Awards 2018, а також як «Перегонова гра року» на 23-й щорічній премії D.I.C.E. Awards.